# Mistrzostwa Europy U-19 w futsalu 2023
III Mistrzostwa Europy U-19 w futsalu 2023 (oficjalna nazwa: UEFA Under-19 Futsal Euro 2023) - trzecia edycja Mistrzostw Europy U-19 w futsalu organizowanego co dwa lata przez UEFA dla męskich drużyn U-19 futsalowych zrzeszonych z UEFA. Turniej odbył się na Žatica Arena w Poreču, w Chorwacji w dniach od 3-10 września 2023 roku. W turnieju wzięło udział 8 drużyn. W turnieju mogą wziąć udział zawodnicy urodzeni nie wcześniej niż 1 stycznia 2004 roku. Tytułu broni drugi raz z rzędu reprezentacja Hiszpanii. Z tą edycją turniej Mistrzostw Europy U-19 w futsalu powrócił do regularnej formuły tj. turniej co dwa lata w lata nieparzyste z kwalifikacjami na przełomie stycznia i marca. Po raz pierwszy w historii turnieju nie zakwalifikowała się reprezentacja Polski (mając po równo punktów ze Słowenią przegrali bilansem bramkowym). Zwycięzcą została reprezentacja Portugalii, pierwszy raz w historii.

## Gospodarz
Gospodarza ogłoszono 20 września 2022 podczas spotkania Komitetu Wykonawczego UEFA na wyspie Hvar w Chorwacji. W czasie wcześniej wspomnianego spotkania ogłoszono, że III edycja Mistrzostw Europy U-19 w futsalu odbędzie się w Chorwacji, w mieście Poreč, w którym odbywały się Mistrzostwa Świata w piłce ręcznej mężczyzn 2009, Mistrzostw Europy w piłce ręcznej mężczyzn 2018 i są zaplanowane Mistrzostwa Świata w piłce ręcznej mężczyzn 2025.

## Zakwalifikowane zespoły
Do finałowego turnieju zakwalifikowało się 8 drużyn. Oprócz Chorwacji, która miała zapewniony start jako gospodarz, 7 innych zespołów uzyskało kwalifikację poprzez eliminacje.
| Reprezentacja   | Sposób kwalifikacji | Ostatni występ w ME U-19 | Najlepszy wynik w ME U-19 | Wynik        |
| --------------- | ------------------- | ------------------------ | ------------------------- | ------------ |
| Chorwacja U-19  | gospodarz           | 2019                     | II miejsce (2019)         | Faza Grupowa |
| Słowenia U-19   | Zwycięzca Grupy 1   | debiutant                | debiutant                 | Półfinał     |
| Ukraina U-19    | Zwycięzca Grupy 2   | 2022                     | Półfinał (2022)           | Półfinał     |
| Portugalia U-19 | Zwycięzca Grupy 3   | 2022                     | II miejsce (2022)         | Mistrz       |
| Finlandia U-19  | Zwycięzca Grupy 4   | debiutant                | debiutant                 | Faza Grupowa |
| Francja U-19    | Zwycięzca Grupy 5   | 2022                     | Faza Grupowa (2022)       | Faza Grupowa |
| Hiszpania U-19  | Zwycięzca Grupy 6   | 2022                     | Mistrzostwo (2019, 2022)  | II miejsce   |
| Włochy U-19     | Zwycięzca Grupy 7   | 2022                     | Faza Grupowa (2022)       | Faza Grupowa |

## Losowanie
Losowanie odbyło się 16 maja 2023 roku. Było to losowanie otwarte, a więc bez podziału na koszyki. Osiem drużyn zostanie rozlosowanych na dwie grupy po 4 drużyny każda. Reprezentacja Chorwacji została przypisana do pozycji A1.

## Miasta i stadiony
| Poreč            | Mapa miast-gospodarzy |
| ---------------- | --------------------- |
| Žatica Arena     | Poreč                 |
| Pojemność: 3 710 | Poreč                 |
|                  | Poreč                 |

## Kwalifikacje
Łącznie w eliminacjach wezmą udział najprawdopodobniej 34 państwa. Reprezentacja Chorwacji jako gospodarz udział ma zapewniony. Pozostałe 33 państwa walczą o 7 miejsc w turnieju. Proces kwalifikacji podzielony będzie na dwie rundy:
- Runda wstępna - 10 najniżej notowanych drużyn w rankingu UEFA zostało podzielonych na trzy grupy czterozespołowe lub trzyzespołowe, drużyny zagrają systemem każdy z każdym po jednym meczu w kraju wybranym wcześniej[8]. Zwycięzcy każdej z grup awansują do Rundy Głównej. Mecze odbędą się pomiędzy 18 a 21 stycznia 2023 roku[9].
- Runda Główna - 26 pozostałych drużyn plus dwie drużyny z rundy wstępnej zostały podzielone na 7 grup po 4 drużyny, drużyny zagrają systemem każdy z każdym po jednym meczu w kraju wybranym wcześniej[6]. Zwycięzcy każdej z grup awansują do turnieju finałowego. Mecze odbędyły się pomiędzy 22 a 26 marca 2023 roku[9].

Grupy zostały rozlosowane 3 listopada 2022 roku.

## Składy
Każda drużyna musi zgłosić skład 14 zawodników, z których co najmniej dwóch musi być bramkarzami.

## Faza grupowa
Za zwycięstwo przyznawane są trzy punkty, za remis jeden, o kolejności w grupie będzie decydować suma zdobytych punktów. Do półfinału awansują najlepsze drużyny z każdej z grup. Gdy dwie lub więcej drużyn uzyskają tę samą liczbę punktów (po rozegraniu wszystkich meczów w grupie), o kolejności decydują kryteria określone przez UEFA, kolejno:
1. Większa liczba punktów zdobytych w meczach pomiędzy tymi drużynami;
2. Lepszy bilans zdobytych i straconych bramek w meczach pomiędzy tymi drużynami;
3. Większa liczba bramek zdobytych pomiędzy tymi drużynami;
4. Jeżeli po zastosowaniu kryteriów 1-3 pozostają drużyny, dla których nie rozstrzygnięto kolejności, kryteria 1-3 powtarza się z udziałem tylko tych drużyn, jeżeli kolejność jest nierozstrzygnięta, stosuje się dalsze punkty;
5. Lepszy bilans zdobytych i straconych bramek w meczach w grupie;
6. Większa liczba bramek zdobytych we wszystkich meczach w grupie;
7. Jeśli w ostatniej kolejce fazy grupowej dwie drużyny zmierzą się ze sobą i każda z nich ma taką samą liczbę punktów, jak również taką samą liczbę zdobytych i straconych bramek, a mecz pomiędzy tymi drużynami zakończy się wynikiem remisowym, ustala się ich miejsce grupowe przez serię rzutów karnych. (Kryterium to nie jest stosowane, jeśli więcej niż dwie drużyny mają taką samą liczbę punktów.);
8. Klasyfikacja Fair Play turnieju finałowego (czerwona kartka = 3 punkty, żółta kartka = 1 punkt, wykluczenie za dwie żółte kartki w meczu = 3 punkty);
9. Współczynnik UEFA dla losowania rundy kwalifikacyjnej;
10. Losowanie;

Legenda do tabelek:
- Pkt – liczba punktów
- M – liczba meczów
- W – wygrane
- R – remisy
- P – porażki
- Br+ – bramki zdobyte
- Br− – bramki stracone
- +/− – różnica bramek
- G – gospodarz

|  | Awans do fazy pucharowej. |
|  | Odpadnięcie z turnieju.   |

### Grupa A
| Zespół          | Pkt | M | W | R | P | Br+ | Br- | +/- |
| --------------- | --- | - | - | - | - | --- | --- | --- |
| Portugalia U-19 | 9   | 3 | 3 | 0 | 0 | 14  | 7   | +7  |
| Hiszpania U-19  | 4   | 3 | 1 | 1 | 1 | 11  | 10  | +1  |
| Chorwacja U-19  | 2   | 3 | 0 | 2 | 1 | 12  | 13  | -1  |
| Francja U-19    | 1   | 3 | 0 | 1 | 2 | 9   | 16  | -7  |

| Mecz 3 3 września 2023 18:00 CET | Portugalia U-19 · Colaço 19' (k), 35' · Ramos 22' (sam.) · Rocha 29' · Santos 39' | 5:3(1:2)Raport | Hiszpania U-19 · 1' (sam.) Maior · 16' Cano · 32' Moreno | Žatica Arena, Poreč Sędzia: Dejan Veselic |
|                                  |                                                                                   |                |                                                          |                                           |

| Mecz 4 3 września 2023 20:30 CET | Chorwacja U-19 · Dragičević 6', 6' (k), 21' (k) · Horvat 29' · Josipović 32' · Fotak 34' | 6:6(2:2)Raport | Francja U-19 · 2' Diop · 5' (sam.) Horvat · 24' Bugnet · 27' Belaib Lemoyne · 39' Kolski · 39' (sam.) Vuković | Žatica Arena, Poreč Sędzia: Chiara Perona |
|                                  |                                                                                          |                | |                                           |

| Mecz 7 4 września 2023 18:00 CET | Francja U-19 · Bulbul 27' | 1:5(0:0)Raport | Portugalia U-19 · 20', 21' Macedo · 30' Rocha · 31' Serra · 32' Carrilho · | Žatica Arena, Poreč Sędzia: Hikmat Qafarli |
|                                  |                           |                |                                                                            |                                            |

| Mecz 8 4 września 2023 20:30 CET | Hiszpania U-19 · Cano 4' · Santa Cruz 21', 27' (k) | 3:3(1:0)Raport | Chorwacja U-19 · 35' Josipović · 37' Barišić · 39' Jedvaj | Žatica Arena, Poreč Sędzia: Denys Kutsyi |
|                                  |                                                    |                |                                                           |                                          |

| Mecz 11 6 września 2023 18:00 CET | Hiszpania U-19 · Tapias 19' (k) · Miguel 25' · Cano 26' · Juanico 27' · Rodó 36' | 5:2(1:1)Raport | Francja U-19 · 4' Asname · 36' Erraddaf | Žatica Arena, Poreč Sędzia: Idan Berenshtein |
|                                   |                                                                                  |                |                                         |                                              |

| Mecz 12 6 września 2023 20:30 CET | Chorwacja U-19 · Josipović 17' · Galešić 24' · Jedvaj 31' | 3:4(1:2)Raport | Portugalia U-19 · 7' Marques · 19', 28', 29' Marques | Žatica Arena Poreč Sędzia: Daniel Matkovic |
|                                   |                                                           |                |                                                      |                                            |

### Grupa B
| Zespół         | Pkt | M | W | R | P | Br+ | Br- | +/- |
| -------------- | --- | - | - | - | - | --- | --- | --- |
| Ukraina U-19   | 6   | 3 | 2 | 0 | 1 | 12  | 8   | +4  |
| Słowenia U-19  | 6   | 3 | 2 | 0 | 1 | 10  | 8   | +2  |
| Włochy U-19    | 6   | 3 | 2 | 0 | 1 | 9   | 5   | +4  |
| Finlandia U-19 | 0   | 3 | 0 | 0 | 3 | 6   | 16  | -10 |

| Mecz 1 3 września 2023 13:00 CET | Finlandia U-19 · Paappanen 37' · Kos 38' (sam.) | 2:4(0:1)Raport | Słowenia U-19 · 17' Čop · 29' Skrinjar · 35' (sam.) Kruuti · 36' Trdin | Žatica Arena, Poreč Sędzia: Dag Erik Tangvik |
|                                  |                                                 |                |                                                                        |                                              |

| Mecz 2 3 września 2023 15:30 CET | Ukraina U-19 · Malynovskyi 27' | 1:2(0:1)Raport | Włochy U-19 · 15' Ficara · 25' (sam.) Peletskiy | Žatica Arena, Poreč Sędzia: Dino Kramar |
|                                  |                                |                |                                                 |                                         |

| Mecz 5 4 września 2023 13:00 CET | Słowenia U-19 · Ruis 25' · Čop 39' | 2:4(0:2)Raport | Ukraina U-19 · 1', 27', 34' Malynovskyi · Fedyk | Žatica Arena, Poreč Sędzia: Ruben António Cardoso Santos |
|                                  |                                    |                |                                                 |                                                          |

| Mecz 6 4 września 2023 15:30 CET | Włochy U-19 · Lavrendi 12' · Vescio 14', 32' · Ficara 29' · Turrisi 39' | 5:0(2:0)Raport | Finlandia U-19 | Žatica Arena, Poreč Sędzia: Pablo Delgado Sastre |
|                                  |                                                                         |                |                |                                                  |

| Mecz 9 6 września 2023 13:00 CET | Ukraina U-19 · Snitsarenko 5', 5' · Rybitskyi 6', 11', 20' · Peletskiy 22' · Skybchyk 27' | 7:4(3:3)Raport | Finlandia U-19 · 4' Niemelä · 7' Peltola · 18' Sylla · 31' Taipale | Žatica Arena, Poreč Sędzia: Julien Lang |
|                                  |                                                                                           |                |                                                                    |                                         |

| Mecz 10 6 września 2023 15:30 CET | Słowenia U-19 · Schettino 14' (sam.) · Ruis 23' · Skrinjar 29' · Križaj 36' | 4:2(1:1)Raport | Włochy U-19 · 3' (sam.) Ambrožič · 39' Ficara | Žatica Arena, Poreč Sędzia: Done Ristovski |
|                                   |                                                                             |                |                                               |                                            |

## Faza pucharowa
W półfinałach i finale w przypadku remisu zarządzana jest dogrywka, a w przypadku dalszego braku zwycięzcy seria rzutów karnych.
UWAGA! Wyniki w nawiasach to wyniki po rzutach karnych

### Drabinka
|  |                        |                 |                |                         |   |                 |                 |       |
|  | Półfinał               | Półfinał        | Półfinał       |                         |   | Finał           | Finał           | Finał |
|  | Półfinał               | Półfinał        | Półfinał       |                         |   | Finał           | Finał           | Finał |
|  | 8 września 2023, Poreč |                 |                |                         |   |                 |                 |       |
|  |                        |                 |                |                         |   |                 |                 |       |
|  | Portugalia U-19        | Portugalia U-19 | 3              |                         |   |                 |                 |       |
|  | Portugalia U-19        | Portugalia U-19 | 3              | 10 września 2023, Poreč |   |                 |                 |       |
|  | Słowenia U-19          | Słowenia U-19   | 2              |                         |   |                 |                 |       |
|  | Słowenia U-19          | Słowenia U-19   | 2              |                         |   | Portugalia U-19 | Portugalia U-19 | 6     |
|  | 8 września 2023, Poreč |                 |                |                         |   | Portugalia U-19 | Portugalia U-19 | 6     |
|  |                        |                 | Hiszpania U-19 | Hiszpania U-19          | 2 |                 |                 |       |
|  | Ukraina U-19           | Ukraina U-19    | Hiszpania U-19 | Hiszpania U-19          | 2 | 2               |                 |       |
|  | Ukraina U-19           | Ukraina U-19    |                |                         |   |                 |                 |       |
|  | Hiszpania U-19         | Hiszpania U-19  | 3              |                         |   |                 |                 |       |
|  | Hiszpania U-19         | Hiszpania U-19  | 3              |                         |   |                 |                 |       |

### Półfinały
| Mecz 13 8 września 2023 17:30 CET | Portugalia U-19 · Colaço 9' · Žlindra 21' (sam.) · Lúcio Jr 38' | 3:2(1:1)Raport | Słowenia U-19 · 10' Skrinjar · 27' Čop | Žatica Arena, Poreč Sędzia: Done Ristovski |
|                                   |                                                                 |                |                                        |                                            |

| Mecz 14 8 września 2023 20:30 CET | Ukraina U-19 · Rybitskyi 16' · Snitsarenko 23' | 2:3(1:2)Raport | Hiszpania U-19 · 1' Tapias · 2' Roger · 24' Ramos | Žatica Arena, Poreč Sędzia: Dino Kramar |
|                                   |                                                |                |                                                   |                                         |

### Finał
| Mecz 15 10 września 2023 20:30 CET | Portugalia U-19 · Lúcio Jr 9', 36' · Andriy 19' · Salas 22' (sam.) · Colaço 35' (k) · Santos 38' | 6:2(2:2)Raport | Hiszpania U-19 · 4', 5' Salas | Žatica Arena, Poreč Sędzia: Daniel Matkovic |
|                                    |                                                                                                  |                |                               |                                             |

## Strzelcy

### 4 gole
- Tomás Colaço
- Maksym Malynovskyi
- Dmytro Rybitskyi

### 3 gole
- Duje Dragičević
- Filip Josipović
- Pol Cano
- Lúcio Jr
- Pedro Marques
- Luka Čop
- Lovro Skrinjar
- Denis Snitsarenko
- Gabriele Ficara

### 2 gole
- Leon Jedvaj
- Santa Cruz
- Pol Salas
- Tapias
- Macedo
- Lúcio Rocha
- Pedro Santos
- Alen Ruis

### 1 gol
- Dominik Fotak
- Šimun Ivo Barišić
- Stefano Galešić
- Josip Horvat
- Otto Niemelä
- Aaro Paappanen
- Pekko Peltola
- Eric Sylla
- Atte Taipale
- Lahcen Asname
- Yoaquim Belaib Lemoyne
- Simon Bugnet
- Hakan Bulbul
- Gora Diop
- Yanis Erraddaf
- Eliott Kolski
- Juanico
- Miguel
- Juan Moreno
- Victor Ramos
- Rubén Rodó
- Roger
- Andriy
- Rúben Carrilho
- Ricardo Marques
- Alfonso Serra
- Gaj Križaj
- Lovro Trdin
- Giuseppe Lavrendi
- Simone Turrisi
- Francesco Vescio
- Dmytro Fedyk
- Igor Peletskiy
- Dmytro Skybchyk

### Gole samobójcze
- Josip Horvat (dla  Francji)
- Karlo Vuković (dla  Francji)
- Tuukka Kruuti (dla  Słowenii)
- Victor Ramos (dla  Portugalii)
- Pol Salas (dla  Portugalii)
- Bruno Maior (dla  Hiszpanii)
- Nik Ambrožič (dla  Włoch)
- Vid Kos (dla  Finlandii)
- Anže Žlindra (dla  Portugalii)
- Igor Peletskiy (dla  Włoch)
- Alessandro Schettino (dla  Słowenii)

## Klasyfikacja końcowa
| Miejsce                        | Reprezentacja   | Punkty | Bramki +/− | Bramki zdobyte |
| ------------------------------ | --------------- | ------ | ---------- | -------------- |
| Strefa medalowa                |                 |        |            |                |
| złoto                          | Portugalia U-19 | 15     | +14        | 23             |
| srebro                         | Hiszpania U-19  | 7      | -2         | 16             |
| brąz                           | Ukraina U-19    | 6      | +3         | 14             |
| brąz                           | Słowenia U-19   | 6      | +1         | 12             |
| Wyeliminowane w ćwierćfinałach |                 |        |            |                |
| 5.                             | Włochy U-19     | 6      | +4         | 9              |
| 6.                             | Chorwacja U-19  | 2      | -1         | 12             |
| 7.                             | Francja U-19    | 1      | -7         | 9              |
| 8.                             | Finlandia U-19  | 0      | -10        | 6              |